# Добрац, Курт
Курт Добрац (нем. Kurt Dobratz; 9 апреля 1904, Штеттин — 21 декабря 1996, Бремен) — немецкий офицер-подводник, капитан 1-го ранга (1 июня 1943 года).

## Биография
В марте 1922 года поступил на службу в ВМФ. 1 апреля 1924 года произведен в фенрихи, 1 октября 1926 года — в лейтенанты. Служил на крейсерах «Гамбург» и «Лейпциг», на линейных кораблях «Шлезвиг-Гольштейн» и «Ганновер».
В сентябре 1935 года перешёл на службу в ВВС.

## Вторая мировая война
В 1941 году совершал боевые вылеты.
В апреле 1943 года вернулся в ВМФ и после прохождения курса подводного плавания 8 марта 1944 года назначен командиром U-1232 (Тип IX-C/40). Совершил только один боевой поход (97 суток): вышел в ноябре 1944 года с базы в Хортене (Норвегия). Во время похода он потопил в канадских территориальных водах 4 судна общим водоизмещением 24 531 брт и повредил 1 судно водоизмещением 2373 брт, что стало одним из лучших результатов германского подводного флота в последний год войны.
23 января 1945 года награждён Рыцарским крестом Железного креста.
В феврале 1945 года Добрац вернулся на базу и 31 марта был назначен начальником штаба командующего подводным флотом. В последние дни войны Добрац занимал пост командующего адмирала подводных лодок. В июне 1945 года арестован британскими войсками. В феврале 1946 года освобожден.
После окончания войны получил юридическое образование, доктор права.